# 2032年5月9日日食
2032年5月9日日食是一次日環食，將發生於2032年5月9日。新月當天（即朔日），地球上觀測到月球和太阳的角距離極小，此時月球如果恰好在月球交點附近，穿過太阳和地球之間，與地球、太阳接近一直線，則會出現日食。月球穿過太阳和地球之間，但距地球較遠，本影未能接觸地表，而使偽本影覆蓋的區域內看到月球的角直徑小於太陽，就形成日環食，同時在偽本影兩側數千公里的半影範圍內形成日偏食。此次日環食經過了南大西洋和西南印度洋，未經過任何陸地，日偏食則覆蓋了南美洲南部、非洲南部和南極洲的一部分。

## 日食概況

### 出現區域
南極半島以東約650公里的威德爾海面最先在日出時看到此次日環食，隨後月球偽本影向東北移動，在布韦岛西北約780公里的南大西洋達到最大食分。此後偽本影逐漸轉向東南方向移動，最終在日落時分結束於馬里恩島西南約1000公里的西南印度洋。全過程中，偽本影完全在海上，沒有任何陸地能看到日環食。
除了上述狹窄的環食帶內能看到日環食之外，月球半影覆蓋範圍內都將能看到日偏食，包括南美洲的智利中南部、阿根廷除西北部外的大部、巴拉圭東南部、烏拉圭、巴西東南部、福克蘭群島、南喬治亞和南桑威奇群島，非洲的中部非洲南部、南部非洲、東非西南部、圣赫勒拿、阿森松和特里斯坦-达库尼亚，及南極洲的南極半島北部和本初子午線附近的一小段海岸。

此次日環食過程中月影在地表移動的動畫

### 基本參數
- 類型：日環食
- 食甚中心處（位於布韦岛西北約780公里的南大西洋）資料：
  - 時間：2032年5月9日13:25:23.8
  - 地點：51°15.5′S 7°3.5′W / 51.2583°S 7.0583°W
  - 食分：0.9957（環食帶內最大）
  - 偽本影寬度：43.7公里
  - 日環食持續時間：21.9秒
- 環食最長處資料：
  - 時間：2032年5月9日14:03:01
  - 地點：55°41′S 30°39′E / 55.683°S 30.650°E
  - 偽本影寬度：91.0公里
  - 日環食持續時間：43.1秒[6]

## 相關的日食

### 2029-2032年的日食
月球交替位於相對的月球交點時，以半個交點年（食年），即約177天又4小時間隔出現下列日食。
註：2029年1月14日和2029年7月11日的日偏食屬於上一組交點年系列。
| 日食列表  |           |           |           |           |           |           |           |           |           |           |           |
| 1997-2000 | 2000-2003 | 2004-2007 | 2008-2011 | 2011-2014 | 2015-2018 | 2018-2021 | 2022-2025 | 2026-2029 | 2029-2032 | 2033-2036 | 2036-2039 |

| 降交點   | 降交點                   |          | 升交點                   | 升交點 |
| 沙羅周期 | 地圖                     | 沙羅周期 | 地圖                     |        |
| 118      | 2029年6月12日 偏食（北） | 123      | 2029年12月5日 偏食（南） |        |
| 128      | 2030年6月1日 環食        | 133      | 2030年11月25日 全食      |        |
| 138      | 2031年5月21日 環食       | 143      | 2031年11月14日 全環食    |        |
| 148      | 2032年5月9日 環食        | 153      | 2032年11月3日 偏食（北） |        |

### 沙羅周期
沙羅周期長度為18年11天。本次日食屬於沙羅周期148，共包含75次日食，依次為1653年9月21日至1996年4月17日的20次日偏食、2014年4月29日至2032年5月9日的2次日環食、2050年5月20日的1次全环食（亦稱混合食）、2068年5月31日至2771年8月3日的40次日全食、2789年8月13日至2987年12月12日的12次日偏食，總共歷時1334.23年。其中最長的全食發生於2609年4月26日，共持續5分23秒。
下表列舉了1901年至2100年間發生的屬於該周期的日食，是第15至25次：
| 15            | 16            | 17            |
| ------------- | ------------- | ------------- |
| 1906年2月23日 | 1924年3月5日  | 1942年3月16日 |
| 18            | 19            | 20            |
| 1960年3月27日 | 1978年4月7日  | 1996年4月17日 |
| 21            | 22            | 23            |
| 2014年4月29日 | 2032年5月9日  | 2050年5月20日 |
| 24            | 25            |               |
| 2068年5月31日 | 2086年6月11日 |               |

## 資料來源
1. ↑  樊忠玉. . 中国天文科普网.   [2018-02-06]. （原始内容存档于2014-09-17）.
2. 1 2  Fred Espenak. . NASA Eclipse Web Site.   [2018-02-06]. （原始内容存档于2020-10-20）.（英文）
3. ↑  Fred Espenak. . NASA Eclipse Web Site.   [2018-02-06]. （原始内容存档于2020-11-25）.（英文）
4. ↑  Xavier M. Jubier. .   [2018-02-06]. （原始内容存档于2018-02-06）.（法文）（英文）
5. ↑  Fred Espenak. . NASA Eclipse Web Site.   [2018-02-06]. （原始内容存档于2019-01-18）.（英文）
6. ↑  Fred Espenak. . NASA Eclipse Web Site.   [2018-02-06]. （原始内容存档于2020-10-23）.（英文）
7. ↑  Fred Espenak. . NASA Eclipse Web Site.（英文）

## 外部連結
- NASA日食專頁（页面存档备份，存于）（英文）
- 可見區域圖和時間統計：由弗雷德·埃斯佩纳克做出的日食預報，NASA/GSFC
  - Google互動地圖呈現的日食範圍
  - 貝塞爾元素
- Google地圖顯示的日環食和日偏食範圍（页面存档备份，存于）（法文）（英文）

| \| \| 日食 \|                              |                             |                                           |
| 上一次日食： 2031年11月14日日食 （全環食） | 2032年5月9日日食 （日環食） | 下一次日食： 2032年11月3日日食 （日偏食） |
| 上一次日環食： 2031年5月21日日食           | 2032年5月9日日食 （日環食） | 下一次日環食： 2034年9月12日日食          |
|                                            | 日食                        |                                           |